# Nationalpark Manuel Antonio
Die Ansiedlung Manuel Antonio und der dazugehörige Nationalpark Manuel Antonio liegen an der Pazifikküste im Süden Costa Ricas, sieben Kilometer südlich von Quepos. Eine weitere Attraktion in der Region sind die Nauyaca-Wasserfälle.
Der Nationalpark ist mit sieben Quadratkilometern der kleinste Nationalpark Costa Ricas, zu ihm gehören sowohl die Palmenwälder am Pazifik als auch zwölf der Küste vorgelagerte kleine Inseln. Er ist bekannt für seine vielen, nicht menschenscheuen Tiere. Neben über 350 verschiedenen Pflanzenarten gibt es dort 109 verschiedene Säugetierarten, zum Beispiel Faultiere, Weißrüssel-Nasenbären, Kapuzineraffen und Gürteltiere. Nahezu alle Reptilien der Costa-Rica-Pazifikküste sind dort anzutreffen. Zum Beispiel sind ausgewachsene Schwarzleguane aus nächster Nähe beobachtbar. Im Park gibt es mehrere öffentliche Strände, an denen geschnorchelt werden darf. Dabei hat man Gelegenheit, sehr viele Fischarten zu beobachten. 
Generell wird vor der Berührung aller Tiere und Pflanzen gewarnt. Unter anderem gibt es dort giftige Manzanilla-Bäume.

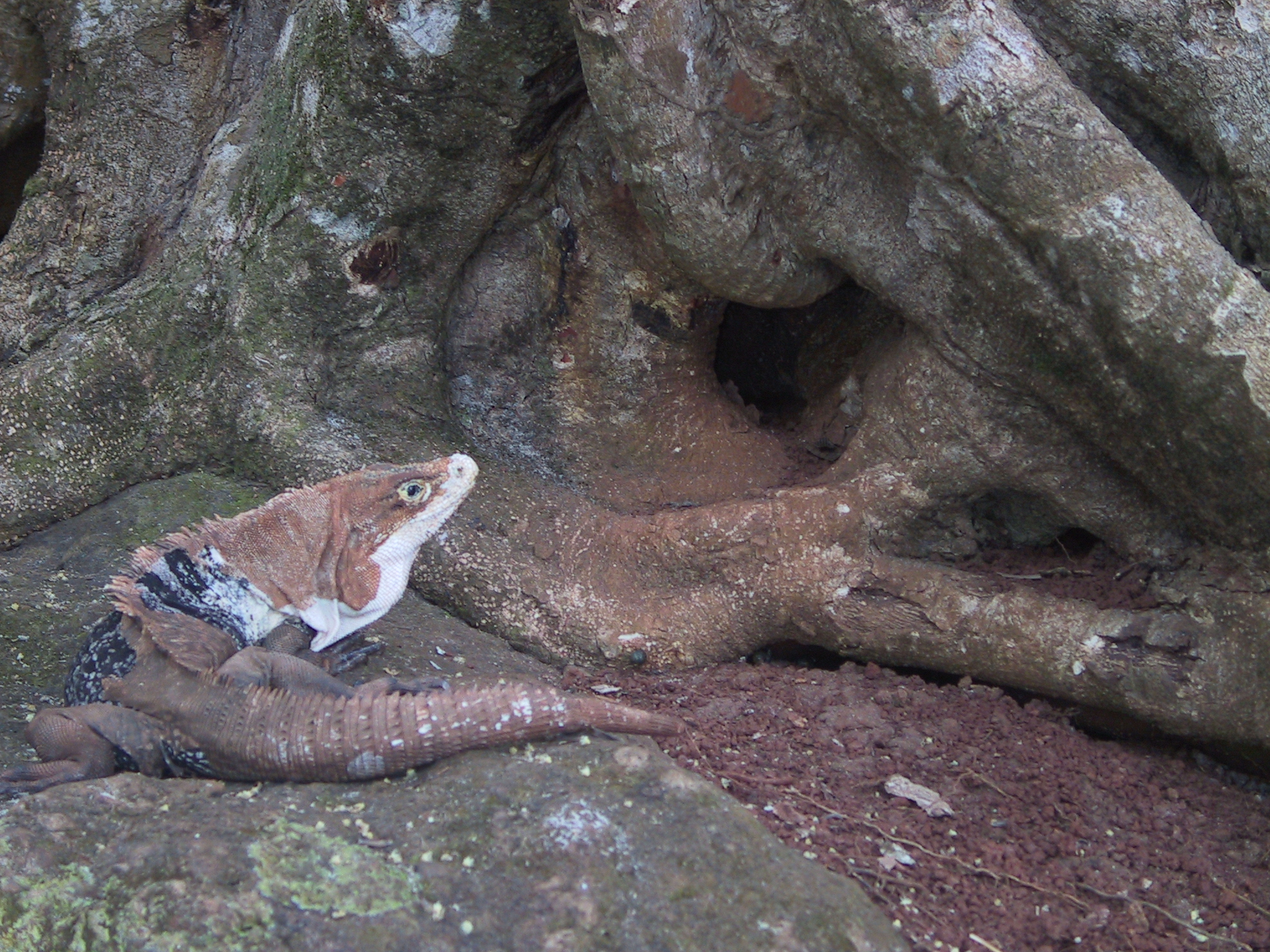
Schwarzleguan (ausgewachsenes männliches Tier) vor seiner Baumhöhle
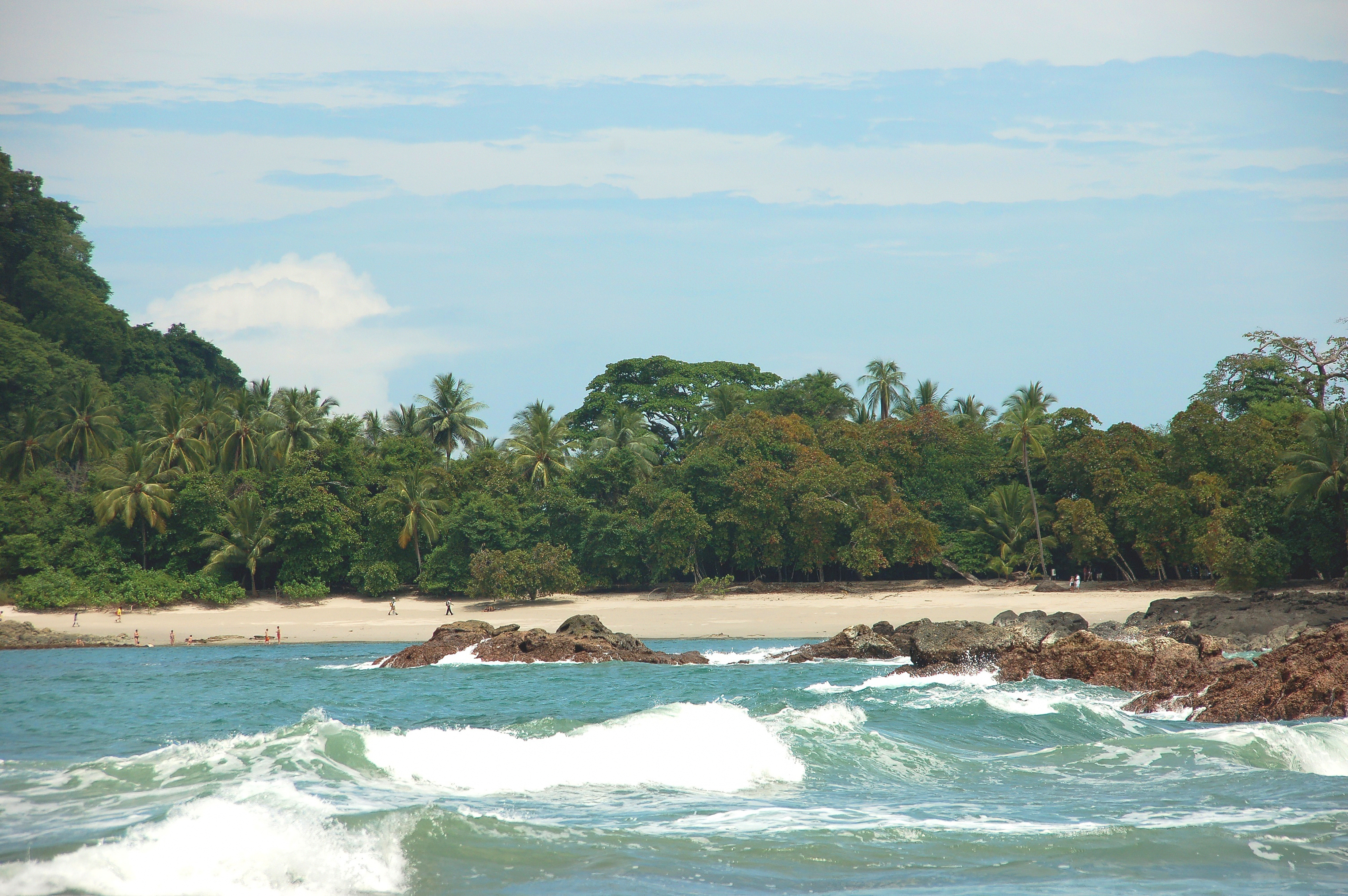
Strand im Nationalpark
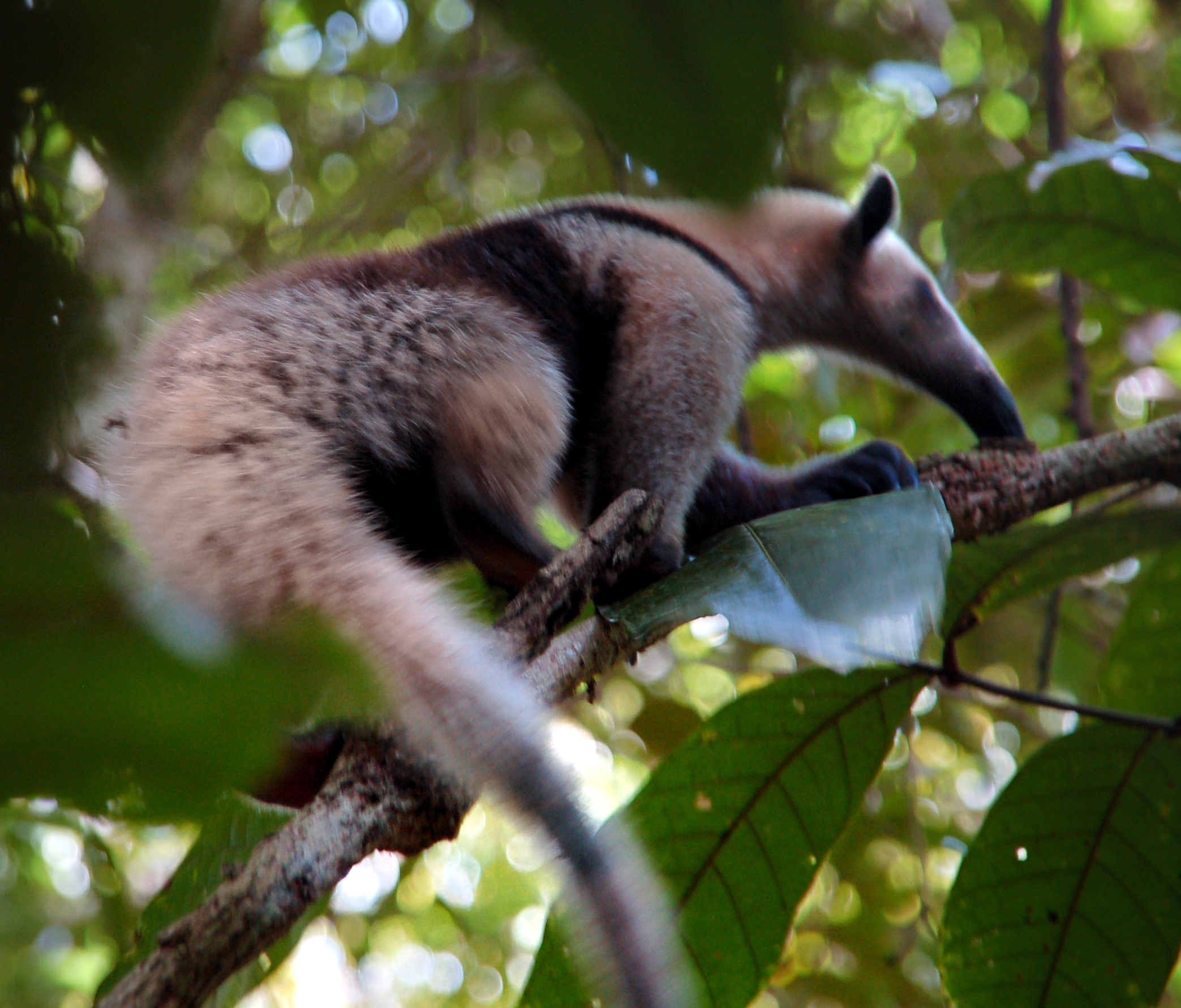
Nasenbär